# Birchiș (Arad)
Birchiș (en hongrois : Marosberkes, allemand : Birkisch) est une commune du județ d'Arad, Roumanie qui compte 1 854 habitants.
La commune est composée de 4 villages : Birchiș, Căpâlnaș, Ostrov et Virișmort.

## Culture
D'après le recensement de 2011, la commune compte 1 854 habitants, en forte baisse par rapport au recensement de 2002 où elle en comptait 2 044.